# Schizoptera
Schizoptera là một chi thực vật có hoa trong họ Cúc (Asteraceae).

## Loài
Chi Schizoptera gồm các loài: